# Lena Meyer-Landrut
Lena Johanna Therese Meyer-Landrut (n. 23 mai 1991, Hannover, Germania), cunoscută sub numele de scenă Lena, este o cântăreață și compozitoare germană. Ea a reprezentat Germania la Concursul Muzical Eurovision 2010 din Oslo, Norvegia și l-a câștigat cu melodia „Satellite”, obținând 246 de puncte. Având trei intrări în finala concursului național Unser Star für Oslo (Steaua noastră pentru Oslo), Meyer-Landrut a stabilit un record în Germania prin debutul cu trei piese în top cinci al clasamentului muzical german. Atât Satellite, cât și primul ei album, My Cassette Player, s-a clasat pe primul loc în Germania, melodia primind două discuri de platină, iar albumul cinci discuri de aur pentru vânzările de peste 500.000 de unități. Meyer-Landrut a reprezentat pentru a doua oară consecutiv Germania la Concursul Muzical Eurovision 2011 din Düsseldorf cu melodia „Taken by a Stranger”.

## Copilăria și studiile
Lena Meyer-Landrut s-a născut în Hanovra, Germania. Ea este nepoata lui Andreas Meyer-Landrut, ambasadorul de origine estoniană al Germaniei de Vest în Uniunea Sovietică la Moscova între 1980-1983 și 1987-1989. Ea a crescut singură la părinți și a început să ia lecții de dans la vârsta de cinci ani. Inițial a făcut balet și mai târziu a practicat diverse stiluri de dans moderne, precum hip-hop și jazz. Meyer-Landrut a fost pasionată de mică de muzică și a avut un rol minor într-un serial de televiziune german. Cu toate acestea ea nu a urmat studii muzicale sau de actorie. În iunie 2010 ea a absolvit IGS Roderbruch Hannover, o școală secundară, unde a obținut diploma de Abitur (bacalaureat).

## Carieră

### 2010:Unser Star für OsloșiMy Cassette Player
Meyer-Landrut a decis să ia parte la concursul de talente Unser Star für Oslo (Steaua noastră pentru Oslo), un program de televiziune nou creat pentru a selecta intrarea Germaniei la Concursul Muzical Eurovision 2010 din Oslo. Concursul a fost organizat de operatorul public de radio ARD și postul privat ProSieben, precum și de producătorul și prezentatorul Stefan Raab. Dintre cei 4.500 de participanți, Meyer-Landrut a fost aleasă printre cei 20 de concurenți ai emisiunii. Întrebată despre motivația ei de a participa, Lena a declarat: „Îmi place să mă pun la încercare. Am vrut să văd cum sunt percepută și am vrut să aud ceea ce persoanele din domeniu au de spus despre asta. Eu personal nu mă pot judeca deloc.”
După prima sa apariție, în care a interpretat piesa „My Same” compusă de Adele, Meyer-Landrut a primit multe laude din partea juriului și a fost imediat considerată favorită. În săptămâna următoare „My Same” a ocupat locul 61 în topul muzical german. Meyer-Landrut a ajuns în finala concursului Unser Star für Oslo, interpretând în principal melodii mai puțin cunoscute ale unor artiști internaționali precum The Bird and the Bee, Kate Nash, Paolo Nutini și Lisa Mitchell. Dintre cele opt preluări, doar cinci dintre piesele originale au ajuns în topurile muzicale din Germania, toate în afară de „Foundations” ocupând cea mai înaltă poziție. În finala de pe 12 martie 2010, Meyer-Landrut a cântat trei melodii special scrise pentru concurs: „Bee”, „Satellite” și „Love Me”. Prin vot telefonic publicul a ales ca „Satellite”, scris de Julie Frost și Dane John Gordon, să fie cântecul câștigător. După a doua rundă de votare Meyer-Landrut a fost desemnată reprezentanta Germaniei la Concursul Muzical Eurovision 2010, întrecând-o pe Jennifer Braun. Videoclipul melodiei „Satellite” a fost filmat în noaptea finalei și a fost difuzat de televiziunea germană patru zile mai tarziu.
De-a lungul concursului Meyer-Landrut a fost considerată favorită. La o zi după ce a câștigat Unser Star für Oslo, toate cele trei melodii au depășit graficul de vânzări al iTunes Store din Germania, Lena devenind prima cântăreață care a stabilit acest record. „Satellite” s-a vândut în peste 100.000 de unități în prima săptămână, cel mai bine vândut cântec digital la lansare din Germania. Cele trei piese ale sale au ocupat pozițiile unu, trei și patru, performanță neegalată de nici un cântăreț de la apariția primelor topuri muzicale din Germania în 1959. „Satellite” a primit discul de aur după prima săptămână de la lansare și discul de platină după a patra săptămână. Piesa a rămas pe primul loc în Germania timp de cinci săptămâni consecutive.
În timp ce a concurat la Unser Star für Oslo, Meyer-Landrut a continuat să urmeze liceul. Ultimul spectacol a avut loc cu o lună înainte de începerea examenelor ei finale. Odată cu trecerea acestora, ea și-a lansat albumul de debut, My Cassette Player, pe 7 mai 2010. Produs de Stefan Raab, acesta include piesele „Satellite”, „Love Me” și „Bee”, precum și două preluări și alte opt nelansate. Meyer-Landrut este compozitoarea versurilor a cinci cântece. Albumul a ocupat prima poziție în topurile din Germania și Austria, iar în Elveția a ajuns pe locul trei.
În urma succesului dobândit în Germania, Meyer-Landrut a declarat că s-ar bucura să urmeze o carieră în muzică sau actorie, afirmând: „Nu țin neapărat să fac muzică toată viața.” Ea a adăugat că inițial a hotărât să studieze actoria după absolvirea liceului, dar nu era sigură „dacă timpul îi va permite”. Printre artiștii care au influențat-o se numără Adele, Kate Nash, Vanessa Carlton, precum și cântărețul german Clueso și trupa de muzică pop-rock Wir sind Helden.

### Concursul Muzical Eurovision 2010

Harta țărilor care au votat pentru Germania la Concursul Muzical Eurovision 2010 în funcție de punctajul acordat.

Reprezentând o țară din grupul „Celor patru mari”, Meyer-Landrut s-a calificat în mod automat în finala Concursului Muzical Eurovision 2010 din Oslo, Norvegia. Germania a primit posibilitatea ca reprezentanta să aleagă poziția în finală. Aceștia au ales poziția 22 din cele 25 disponibile. Casele de pariuri au considerat-o pe Lena a doua favorită după Safura din Azerbaidjan, în timp ce Google a estimat pe baza volumului de căutări din țările participante că ea va câștiga.

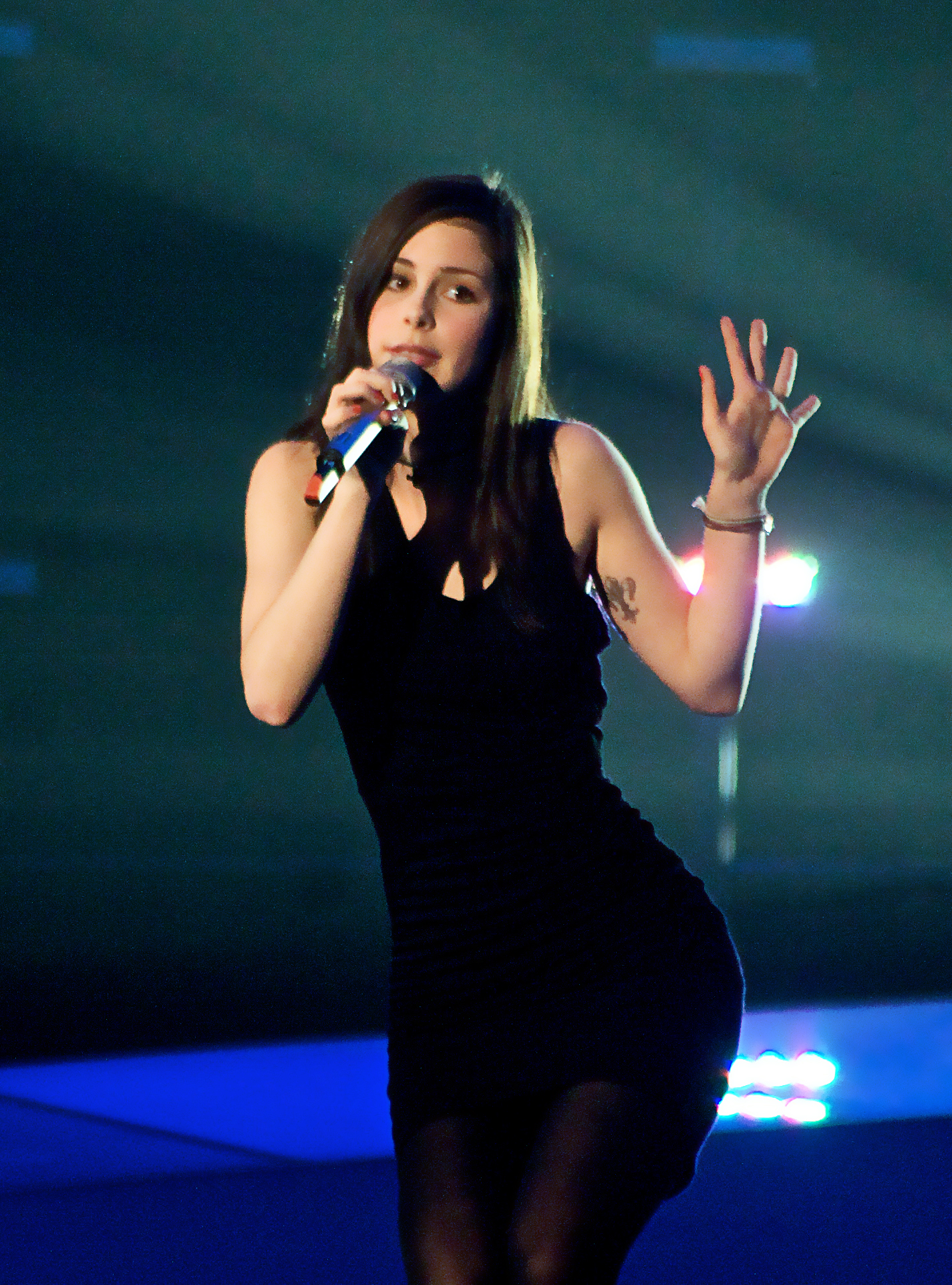
Lena în timpul unei repetiții la Oslo.

Conform ziarului norvegian Aftenposten, Lena a primit cea mai multă atenție din partea presei dintre toți participanții.
Finala a avut loc pe 29 mai 2010 la Arena Telenor din Oslo. Concurând pe locul 22, Meyer-Landrut a purtat o rochie neagră simplă și a cântat pe o scenă fără decor, fiind acompaniată de un cor format din patru voci feminine. Prestația ei a ieșit din tendințele recente ale concurusului deoarece nu a dispus de nici o formă de coregrafie, dansatori sau spectacol de scenă elaborat. „Satellite” a primit un total de 246 de puncte, oferindu-i Germaniei prima victorie din 1982 și prima victorie din postura de țară unificată.

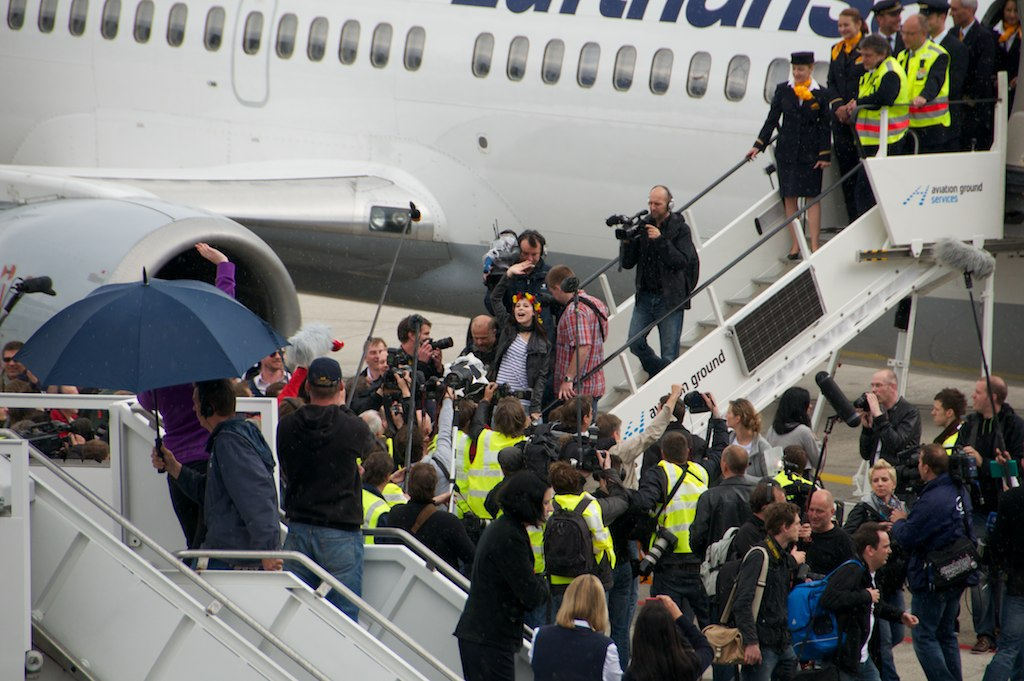
Lena pe aeroportul din Hanovra după victoria de la Oslo, 30 mai 2010.

Pe locul al doilea s-a clasat Turcia cu piesa „We Could Be The Same”, la o diferență de 76 de puncte, la acel moment a doua cea mai mare din istoria concursului după diferența de 169 de puncte pe care a avut-o Alexander Rybak în 2009 (va fi întrecută mai târziu de victoria lui Loreen din 2012, la o diferență de 113 de puncte). „Satellite” a primit 12 puncte de nouă ori, în timp ce cinci țări nu i-au acordat nici un punct.
BBC a numit piesa „Satellite” primul „hit pop contemporan pe care Eurovision l-a produs în ultimele decenii”, deschizând „o nouă eră pentru jamboreea muzicală anuală”. Victoria Lenei a primit multă atenție în Germania, concursul fiind urmărit de aproximativ 15 milioane de telespectatori la televiziunea germană (un procent de 49,1% din cota de piață). Ea a revenit în Hanovra a doua zi, unde a fost întâmpinată de 40.000 de oameni. În iunie, „Satellite” a reintrat pe primul loc în topul muzical german pentru o săptămână și a ajuns de asemenea numărul unu în țări precum Danemarca, Finlanda, Norvegia, Suedia și Elveția. Este totodată singura piesă de la Eurovision care s-a clasat pe primul loc în topul European Hot 100.

### 2011:Concursul Muzical Eurovision șiGood News
În versiunea germană a filmului de animație Aventurile lui Sammy 3D, Meyer-Landrut a dublat vocea personajului interpretată inițial de Isabelle Fuhrman.

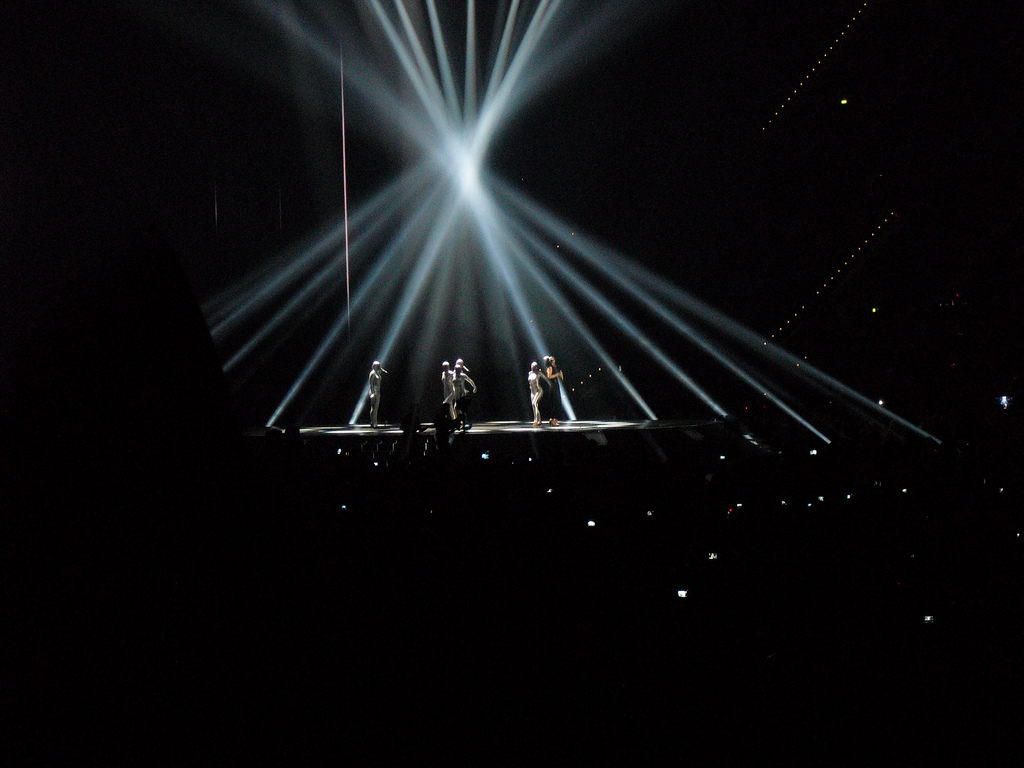
Lena pe scena din Düsseldorf

Meyer-Landrut a luat parte și la concursul Unser Song für Deutschland (Steaua noastră pentru Germania) care a debutat în ianuarie 2011. Toate cele 12 piese pe care le-a interpretat în această emisiune au fost incluse în cel de-al doilea album de studio al ei, Good News, care a fost lansat pe 8 februarie 2011. Acesta a primit discul de aur în Germania la o săptămână de la lansare. În finala concursului Unser Song für Deutschland de pe 18 februarie, telespectatorii au decis prin televoting ca Meyer-Landrut să reprezinte din nou Germania la Concursul Muzical Eurovision 2011 cu piesa „Taken by a Stranger”.
În aprilie 2011 ea a pornit în primul ei turneu din Germania în cele mai mari săli de concerte din Berlin, Hanovra, Frankfurt, Dortmund, Leipzig, Hamburg, München, Stuttgart și Köln. În finala concursului Eurovision din mai 2011 Meyer-Landrut a încercat să-și apere titlul, fiind primul câștigtor care a făcut acest lucru.

### 2012-2014:StardustșiThe Voice Kids

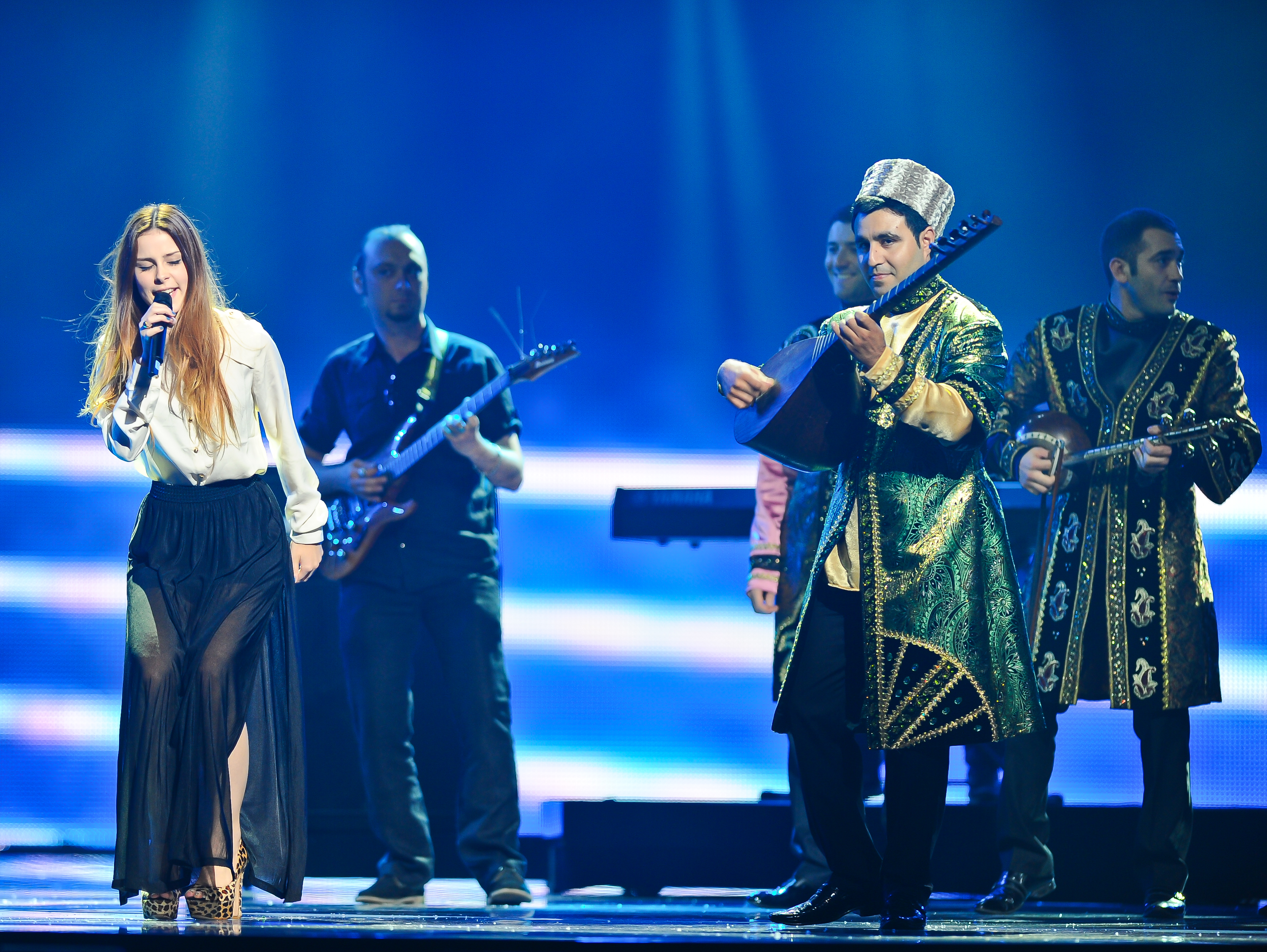
Lena interpretând „Satellite” în actul de interval al celei de-a doua semifinale a Concursului Muzical Eurovision 2012.

Pe 24 mai Meyer-Landrut a apărut în pauza celei de-a doua semifinale a Concursului Muzical Eurovision 2012 din Baku, Azerbaidjan. Ea s-a alăturat ultimilor cinci câștigători ai competiției din perioada 2007-2011, și anume: Marija Šerifović, Dima Bilan, Alexander Rybak și Ell & Nikki. Lena, Marija, Dima și Alexander și-au interpretat piesele câștigătoare acompaniați de instrumente tradiționale azere, la final alăturându-se și Ell & Nikki pentru a interpreta împreună „Waterloo”.
Pe 1 august Meyer-Landrut a anunțat pe contul ei de Twitter că „Stardust” va fi primul disc single de pe noul ei album cu același nume. Acesta a fost lansat oficial pe 21 septembrie și a fost certificat cu aur pentru vânzările de peste 150.000 de unități. Albumul a fost lansat pe 12 octombrie și a debutat pe locul doi în topul național german. La sfârșitul lunii iulie și începutul lui august ea a plecat într-un turneu de promovare numit „Lenas Wohnzimmer” („Sufrageria Lenei”) în München, Köln, Hamburg și Berlin, unde și-a prezentat mai multe dintre cântecele ei de noi. În octombrie 2012 ea a interpretat coloana sonoră de început a serialului Sesamstraße, versiunea germană a Sesame Street. În noiembrie 2012 ea a preluat piesa lui Pippi Longstocking, Sjörövar Fabbe (Seeräuber-Opa Fabian), pentru albumul de compilație Giraffenaffen.
Pe 18 ianuarie, a fost anunțat,cel de-al doilea single de pe albumul Stardust va fi Neon. Videoclipul pentru noul single a fost filmat la începutul lunii februarie, de către directorul Bode Brodmüller, care de asemenea a fost directorul și pentru videoclipul primului single de pe noul album. Acesta a fost filmat în Rathenau-Hallen, din Berlin. Pe 1 martie, videoclipul Lenei a avut premiera pe pagina Universal Music. Pe 15 martie, videoclipul melodiei a fost adăugat pe pagina Lenei de pe YouTube. Versiunea single este diferită față de versiunea originală de pe album, fiind mult mai remixată și cu un ritm mult mai rapid.
Pe 21 martie, Lena a participat la premiile germane Echo Music Awards 2013, fiind în acest an nominalizată la 2 categorii, o categorie pentru Cea Mai Bună Artistă Națională și o categorie pentru Cel Mai Bun Video Național, pentru single-ul Stardust. Dintre aceste două categorii unde a fost nominalizată, Lena a câștigat premiul pentru Cel Mai Bun Video Național, la cealalta categorie câștigatoare fiind cântăreața Ivy Quainoo.
În luna aprilie, Lena a organizat cel de-al doilea turneu al său, în 13 orașe din Germania, pentru a-și promova noul album. Lena a numit turneul No One Can Catch Us Tour,sau mai simplu NOCCU Tour, aceasta împrumutând o frază de pe single-ul care poartă și numele albumului. Ultimul concert, în Offenbach am Main, a fost difuzat live pe internet. Lena a plănuit și un concert în Viena, Austria, dar până la urmă, acesta a fost anulat.
Pe 17 martie 2013, Lena a lansat cel de-al treilea single de pe album,Mr. Arrow Key și totodată, cel de-al șaptelea single al acesteia în ansamblu. Cântecul a fost scris de către Lena, Linda Carlsson și Sonny Boy Gustafsson. Videoclipul piesei conține un ansamblu de scene din turneul din aprilie.
Lena a fost președintele juriului de la selecția naționala a Germaniei pentru Concursul Muzical Eurovision 2013, ceilalți membri ai juriului fiind Carolin Niemczyk, Alina Süggeler, Tim Bendzko și Florian Silbereisen. Selecția a avut loc chiar în orașul natal al Lenei, Hanovra, în sala TUI Arena. Lena a cântat pe scena concursului de două ori, prima dată cântând Satellite, înaintea ei cântând Loreen, cea ce câștigate ultima ediție a Eurovision-ului din acel moment. A doua oară, Lena a interpretat cel de-al doilea single de pe noul album, Neon. Lena a fost purtătorul de cuvânt al Germaniei la finala Eurovision-ului de pe data de 18 mai, anunțând voturile țării sale.
În iulie 2013, a fost anunțat că ea va dubla în limba germană vocea lui Jane din filmul Tarzan 3D, care a fost lansat în cinematografia germană în februarie 2014.
Tot în 2013, Lena a fost numită unul dintre cei trei membri ai juriului din primul sezon al concursului The Voice Kids din Germania, alături de Tim Bendzko și Henning Wehland.

### 2014-prezent:Crystal Sky
Din martie 2014 până în mai 2014, aceasta s-a întors ca antrenor în cel de-al doilea sezon The Voice Kids, alături de Henning Wehland, cu înlocuirea lui Tim Bendzko cu Johanes Strate. La începutul anului 2014, Lena a început să lucreze la cel de-al patrulea album de studio al acesteia. În ianuarie 2014, acesta a călătorit în New York City, pentru a face discuții cu producătorul muzical Bosko. În mai 2014 a vizitat studioul Nevo în Londra, în iunie 2014 a lucrat cu cântărețul australian Kat Vinter în Berlin, iar în vara anului 2014 cu Rosi Golan în Los Angeles. În Brighton, Lena a lucrat cu echipa de producție Biffco. În Berlin, Meyer-Landrut a lucrat cu echipa de producție Beatgees, care a mai lucrat cu aceasta la remix-ul piesei Neon. Pe 7 august 2014, acesta a anunțat pe pagina personală de Facebook și de Twitter că noul album se va numi Crystal Sky, ce va fi lansat în Mai 2015.

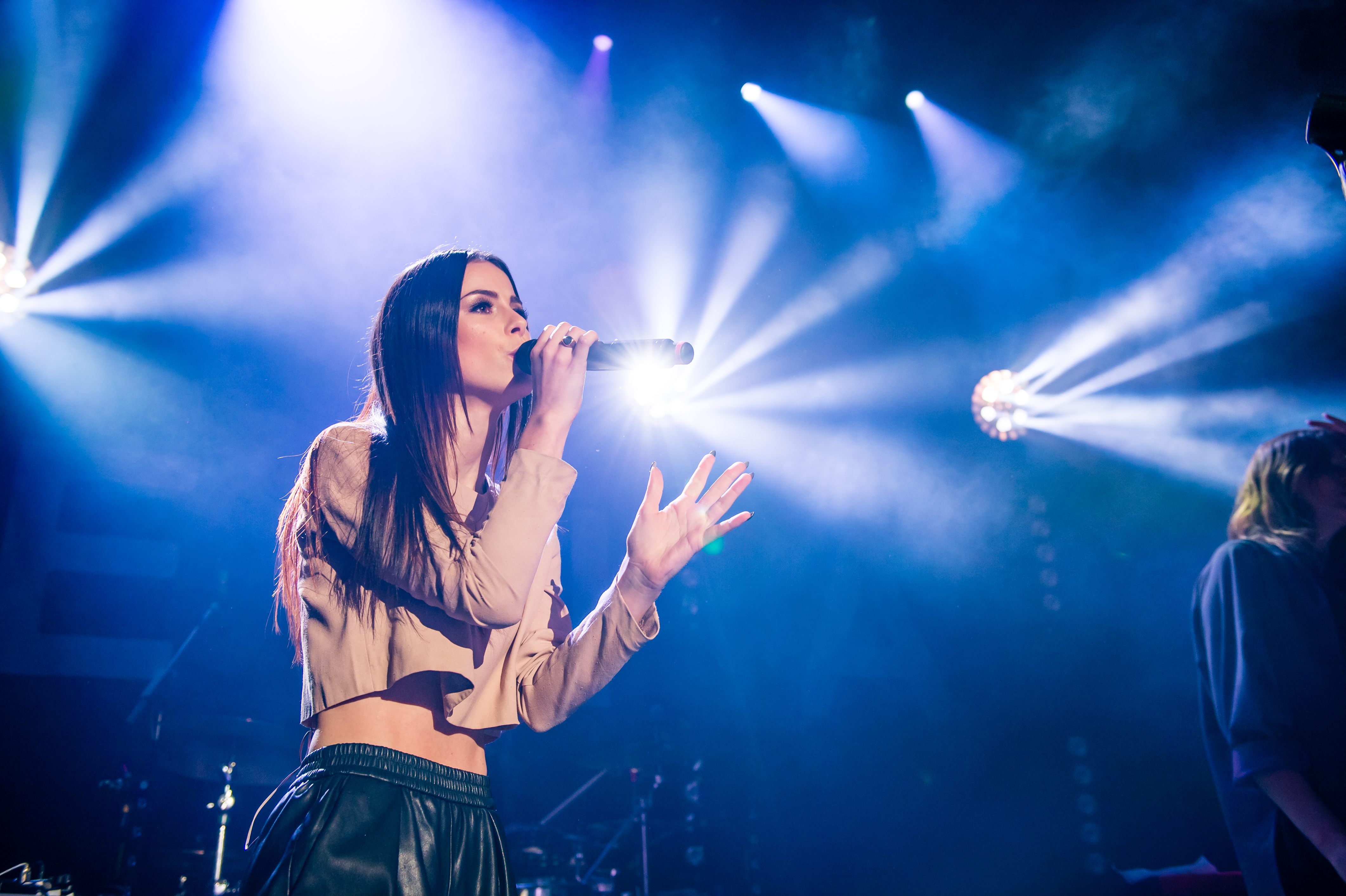
Lena cântând în cadrul turneului Carry You Home în Köln

Din februarie până în aprilie 2015, Lena a fost din nou în juriul celui de-al treilea sezon al show-ului The Voice Kids. Pe 10 martie 2015, Meyer-Landrut a anunțat că primul single de pe noul album va fi Traffic Lights și a fost oficial lansat pe 1 mai 2015,cu 2 săptămâni înainte de lansarea oficială a albumului, pe 15 mai 2015.Cântecul a fost scris de către  Harry Sommerdahl, Hayley Aitken și Alexander James și produs de Biffco și Beatgees.
Pe 22 octombrie 2015, Lena a început cel de-al treilea turneu de concerte din cariera sa, numit Carry You Home Tour, cu primul concert ținut în Berlin.Aceasta a susținut în luna octombrie 6 concerte în Germania, și va susține alte 10 concerte în februarie 2016, în Germania și Luxemburg.

## Imagine publică
Lena Meyer-Landrut a fost remarcată pentru felul ei neconvențional de manipulare a presei, care a fost etichetat drept „distant”, dar și „isteț” și „intuitiv”. De obicei ea refuză să răspundă la întrebări legate de viața ei privată, inclusiv de familie, prieteni și convingerile personale, uneori numindu-le „prostești” sau răspunzând tot cu o întrebare. Acest lucru a atras atât laude, cât și critici, inclusiv acuzații de a fi arogantă și lipsită de respect.
Comportamentul ei a fost descris ca fiind „lipsit de griji”, „relaxat și modest”. S-a spus că posedă o „megalomanie tinerească adecvată” pentru a-și „cultiva precocitatea” și a sta pentru „autenticitatea neînfrumusețată” și „sinceritate”. Despre ea s-a afirmat de asemenea că dă „infatuare unui ritm” și estompează „linia fină dintre dragostea de cățeluș și obsesia psihotică”. Calitățile ei vocale au fost atât lăudate, cât și criticate. Într-o încercare de a explica succesul Lenei, aspectul ei a fost numit un „amestec de farmec, profesionalism și un pic nebunie”. Ea a fost de asemenea lăudată pentru prezența scenică și carismă.

## Apariții laUnser Star für Oslo
Pentru informații suplimentare vezi Germania la Concursul Muzical Eurovision 2010.

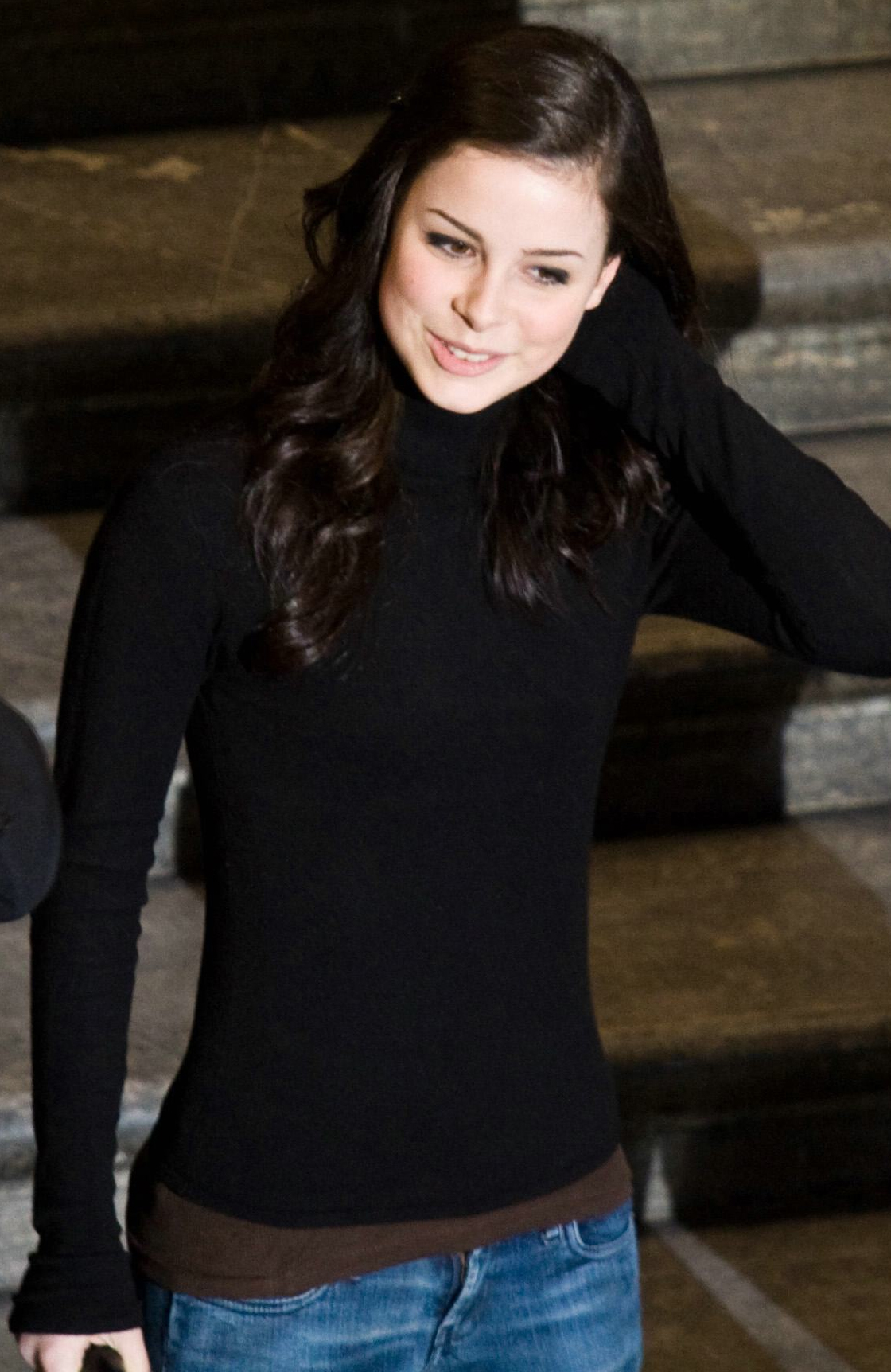
Meyer-Landrut la primăria din Hanovra după ce a câștigat Unser Star für Oslo, martie 2010

| Emisiune                        | Piesă                           | Cântăreț original                                                                          |
| ------------------------------- | ------------------------------- | ------------------------------------------------------------------------------------------ |
| Primul show                     | „My Same”                       | Adele                                                                                      |
| Al 3-lea show                   | „Diamond Dave”                  | The Bird and the Bee                                                                       |
| Al 4-lea show                   | „Foundations”                   | Kate Nash                                                                                  |
| Al 5-lea show                   | „New Shoes”                     | Paolo Nutini                                                                               |
| Sfert de finală (al 6-lea show) | „Mouthwash” „Neopolitan Dreams” | Kate Nash Lisa Mitchell                                                                    |
| Semifinală (al 7-lea show)      | „Mr. Curiosity” „The Lovecats”  | Jason Mraz The Cure                                                                        |
| Finală (al 8-lea show)          | „Bee” „Satellite” „Love Me”     | Jennifer Braun / Lena Meyer-Landrut Jennifer Braun / Lena Meyer-Landrut Lena Meyer-Landrut |

Jennifer Braun și Lena Meyer-Landrut au cântat versiuni diferite ale pieselor „Bee” și „Satellite” în finală.

## Premii și nominalizări

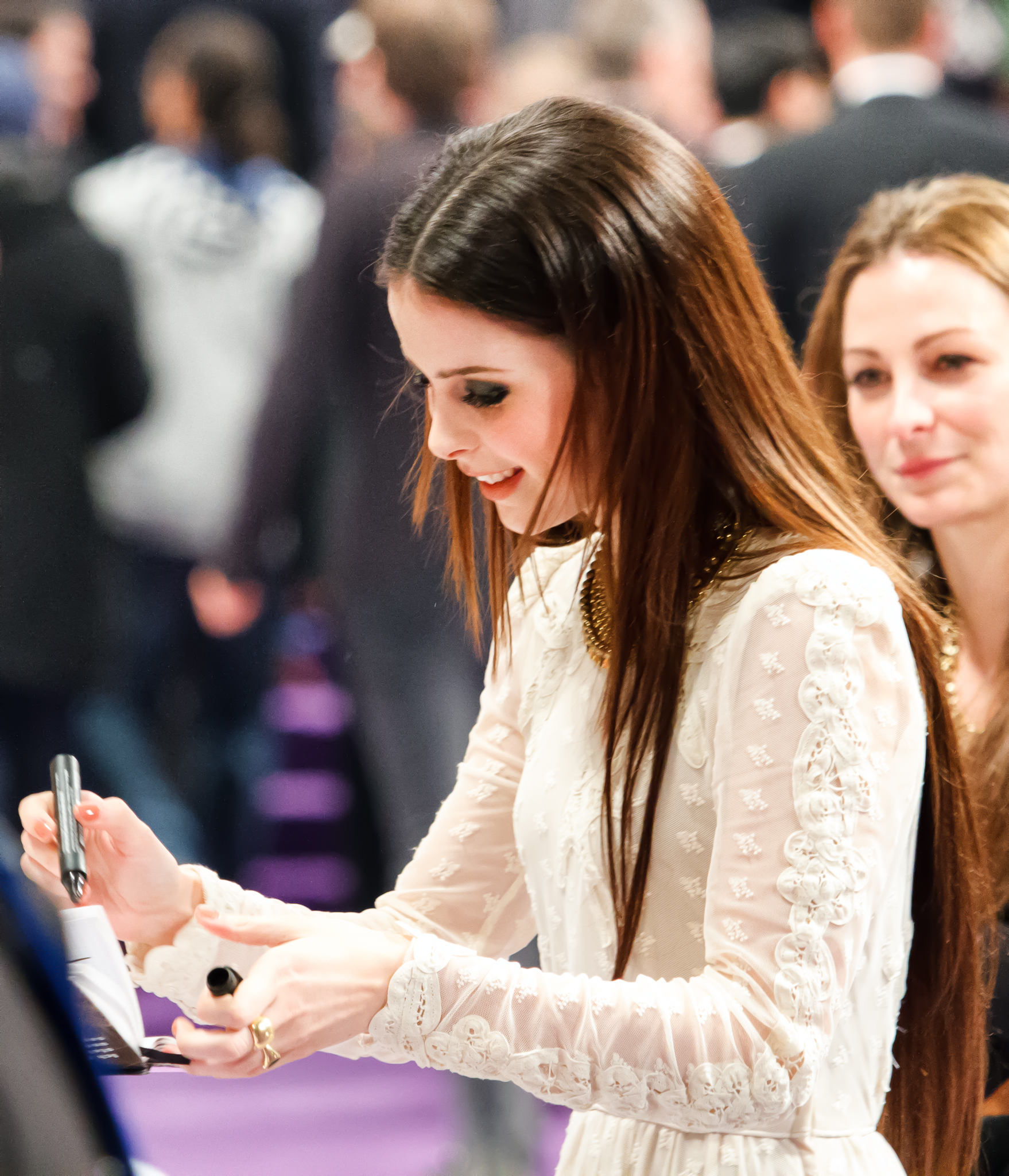
Lena Meyer-Landrut la Premiile Muzicale Echo 2013

| An   | Premiu                            | Categorie                                                 | Pentru              | Rezultat     |
| ---- | --------------------------------- | --------------------------------------------------------- | ------------------- | ------------ |
| 2010 | Concursul Muzical Eurovision 2010 | Primul loc                                                | Satellite           | Câștigat     |
| 2010 | Comet                             | Cel mai bun debutant                                      | Ea însăși           | Nominalizare |
| 2010 | Premiul Goldene Henne             | Premiul cititorilor revistei SuperIllu: Rock/Pop/Schlager | Ea însăși           | Nominalizare |
| 2010 | Premiul de onoare Goldene Henne   | Ambassador of Charm                                       | Ea însăși           | Câștigat     |
| 2010 | SWR3 New Pop Festival             | Debutantul anului                                         | Ea însăși           | Câștigat     |
| 2010 | 1LIVE Krone                       | Cel mai bun artist                                        | Ea însăși           | Câștigat     |
| 2010 | 1LIVE Krone                       | Cel mai bun single                                        | Satellite           | Câștigat     |
| 2010 | Bravo Otto                        | Cel mai bun cântăreț                                      | Ea însăși           | Nominalizare |
| 2011 | Goldene Kamera                    | Cea mai bună melodie pe plan național                     | Ea însăși           | Câștigat     |
| 2011 | Echo                              | Cel mai bun debutant pe plan național                     | Ea însăși           | Câștigat     |
| 2011 | Echo                              | Cea mai bună artistă pe plan național                     | Ea însăși           | Câștigat     |
| 2011 | Echo                              | Radio Echo pentru „Satellite”                             | Satellite           | Nominalizare |
| 2011 | Echo                              | Single-ul anului                                          | Satellite           | Nominalizare |
| 2011 | Echo                              | Albumul anului                                            | My Cassette Player  | Nominalizare |
| 2011 | Comet                             | Cea mai bună artistă                                      | Ea însăși           | Câștigat     |
| 2011 | Comet                             | Cel mai bun cântec                                        | Satellite           | Nominalizare |
| 2011 | MTV Europe Music Awards           | Cea mai bună interpretare germană                         | Ea însăși           | Câștigat     |
| 2011 | MTV Europe Music Awards           | Best European Act                                         | Ea însăși           | Câștigat     |
| 2011 | MTV Europe Music Awards           | Best Worldwide Act                                        | Ea însăși           | Nominalizare |
| 2011 | 1LIVE Krone                       | Cel mai bun single                                        | Taken by a Stranger | Nominalizare |
| 2012 | MTV Germania Jahresvoting 2011    | Regina Pop-ului                                           | Ea însăși           | Câștigat     |
| 2012 | Echo                              | Cel mai bun videoclip                                     | Taken by a Stranger | Nominalizare |
| 2012 | Echo                              | Cea mai bună artistă pe plan național                     | Ea însăși           | Nominalizare |
| 2012 | 1LIVE Krone                       | Cel mai bun single                                        | Stardust            | Nominalizare |
| 2012 | Bravo Otto                        | Cel mai bun cântăreț                                      | Ea însăși           | Nominalizare |
| 2013 | Echo                              | Cea mai bună artistă pe plan național                     | Ea însăși           | Nominalizare |
| 2013 | Echo                              | Cel mai bun videoclip                                     | Stardust            | Câștigat     |
| 2013 | Nickelodeon Kids' Choice Awards   | Cântărețul favorit din Germania, Austria și Elveția       | Ea însăși           | Nominalizare |
| 2013 | Radio Regenbogen Award            | Premiul ascultătorilor                                    | Ea însăși           | Nominalizare |
| 2013 | Premiul Goldene Henne             | Premiul cititorilor revistei Superflilu                   | Ea însăși           | Nominalizare |
| 2013 | MTV Europe Music Awards           | Cea mai bună interpretare germană                         | Ea însăși           | Câștigat     |
| 2013 | MTV Europe Music Awards           | Cea mai bună interpretare din Centrul Europei             | Ea însăși           | Câștigat     |
| 2013 | MTV Europe Music Awards           | Cea mai bună interpretare mondială                        | Ea însăși           | Nominalizare |
| 2015 | MTV Europe Music Awards           | Cea mai bună interpretare germană                         | Ea însăși           | Câștigat     |
| 2015 | MTV Europe Music Awards           | Cea mai bună interpretare europeană                       | Ea însăși           | Nominalizare |
| 2015 | 1 Live Krone                      | Cea mai bună cântăreață                                   | Ea însăși           | Câștigat     |
| 2015 | Bravo Otto                        | Cea mai bună cântăreață                                   | Ea însăși           | Câștigat     |
| 2016 | Nickelodeon Kids Choice Awards    | Starul favorit (Germania,Austria,Elveția)                 | Ea însăși           | Câștigat     |
| 2016 | Echo                              | Cel mai bun artist Rock/Pop pe plan național              | Ea însăși           | Nominalizare |

## Film și televiziune
| An   | Film                                 | Rol                        | Note                    |
| ---- | ------------------------------------ | -------------------------- | ----------------------- |
| 2010 | A Turtle's Tale: Sammy's Adventures  | Shelly                     | Dublaj în limba germană |
| 2014 | Tarzan 3D                            | Jane                       | Dublaj în limba germană |
| 2016 | Trolls                               | Poppy                      | Dublaj în limba germană |
| 2019 | Wonder Park                          | June                       | Dublaj în limba germană |
| An   | Emisiune de televiziune              | Rol                        | Note                    |
| 2011 | Bundesvision Song Contest 2011       | Ea însăși – Coprezentator  |                         |
| 2012 | Durch die Nacht mit… Casper          | Ea însăși                  | documentar ARTE         |
| 2013 | The Voice Kids                       | Ea însăși – Jurat/Antrenor | Versiunea pentru copii  |
| 2014 | The Voice Kids                       | Ea însăși – Jurat/Antrenor | Versiunea pentru copii  |
| 2015 | The Voice Kids                       | Ea însăși – Jurat/Antrenor | Versiunea pentru copii  |
| 2016 | The Voice Kids                       | Ea însăși – Jurat/Antrenor | Versiunea pentru copii  |
| 2019 | The Voice Kids                       | Ea însăși – Jurat/Antrenor | Versiunea pentru copii  |
| 2020 | The Voice Kids                       | Ea însăși – Jurat/Antrenor | Versiunea pentru copii  |
| 2017 | Sing meinen Song - Das Tauschkonzert | Ea însăși - Participant    |                         |

## Discografie
Albume de studio
- 2010: My Cassette Player
- 2011: Good News
- 2012: Stardust
- 2015: Crystal Sky
- 2019: Only Love, L